# Indian Chief

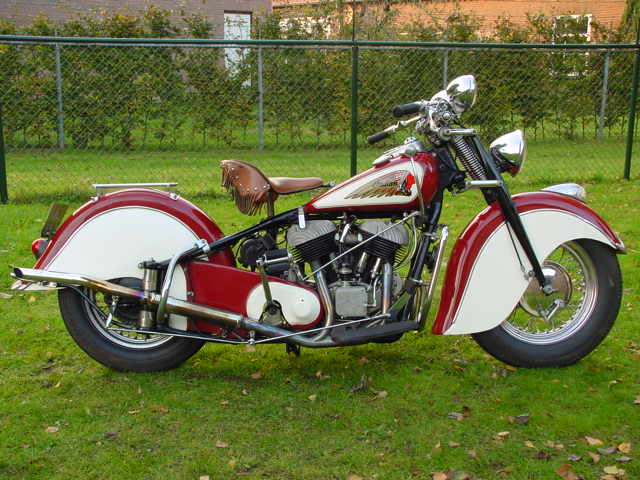
Indian Chief från 1948.

Indian Chief var en motorcykel som byggdes av Indian Motorcycle Company från 1922 till 1953. Motorerna var av typen V-twin och slagvolymen varierade under åren mellan 1000 och 1300 cc.